# Nanna Carleke
Nanna Carleke, född 6 mars 1998,är en svensk squashspelare. Hon är ursprungligen från Karlskrona.
Carleke har som senior tagit två SM-guld, 2017 och 2018. Som junior tog hon totalt sex SM-guld, varav tre raka i U19.